# Erateina rosina
Erateina rosina är en fjärilsart som beskrevs av Otto Staudinger 1894. Erateina rosina ingår i släktet Erateina och familjen mätare. Inga underarter finns listade i Catalogue of Life.